# Isòtops del titani
El titani (Ti) natural es compon de 5 isòtops estables; 46Ti, 47Ti, 48Ti, 49Ti i 50Ti sent el 48Ti el més abundant (73,8% abundància natural). S'han caracteritzat 11 radioisòtop, sent el 44Ti el més estable amb un període de semidesintegració de 63 anys, el 45Ti té un període de semidesintegració de 184.8 minuts, el 51Ti de 5.76 minuts, i el 52Ti de 1.7 minuts. Tota la resta d'isòtops radioactius tenen períodes de semidesintegració menors de 33 segons i la majoria d'ells menys de mig segon.
Els isòtops de titani varien en pes atòmic de 39.99 u (40Ti) a 57.966 u (58Ti). El mode de desintegració primari dels isòtops estables més abundants abans del 48Ti, és la captura electrònica i el mode primari per als posteriors és l'emissió beta. El producte de desintegració primari dels anteriors al 48Ti són isòtops de l'element 21 (escandi) i el producte primari per als posteriors són de l'element 23 (vanadi).

Massa atòmica estàndard: 47.867(1) u

## Taula
| Símbol del núclid | Z(p)                | N(n)                | massa isotòpica(u)  | període de semidesintegració | Espín nuclear | composició isotòpics representativa (fracció molar) |  |
| Símbol del núclid | energia d'excitació | energia d'excitació | energia d'excitació | període de semidesintegració | Espín nuclear | composició isotòpics representativa (fracció molar) |  |
| ----------------- | ------------------- | ------------------- | ------------------- | ---------------------------- | ------------- | --------------------------------------------------- |  |
| 38Ti              | 22                  | 16                  | 38.00977(27)#       | <120 ns                      | 0+            |                                                     |  |
| 39Ti              | 22                  | 17                  | 39.00161(22)#       | 31(4) ms [31(+6-4) ms]       | 3/2+#         |                                                     |  |
| 40Ti              | 22                  | 18                  | 39.99050(17)        | 53.3(15) ms                  | 0+            |                                                     |  |
| 41Ti              | 22                  | 19                  | 40.98315(11)#       | 80.4(9) ms                   | 3/2+          |                                                     |  |
| 42Ti              | 22                  | 20                  | 41.973031(6)        | 199(6) ms                    | 0+            |                                                     |  |
| 43Ti              | 22                  | 21                  | 42.968522(7)        | 509(5) ms                    | 7/2-          |                                                     |  |
| 43m1Ti            | 313.0(10) keV       | 313.0(10) keV       | 313.0(10) keV       | 12.6(6) µs                   | (3/2+)        |                                                     |  |
| 43m2Ti            | 3066.4(10) keV      | 3066.4(10) keV      | 3066.4(10) keV      | 560(6) ns                    | (19/2-)       |                                                     |  |
| 44Ti              | 22                  | 22                  | 43.9596901(8)       | 60.0(11) a                   | 0+            |                                                     |  |
| 45Ti              | 22                  | 23                  | 44.9581256(11)      | 184.8(5) min                 | 7/2-          |                                                     |  |
| 46Ti              | 22                  | 24                  | 45.9526316(9)       | ESTABLE                      | 0+            | 0.0825(3)                                           |  |
| 47Ti              | 22                  | 25                  | 46.9517631(9)       | ESTABLE                      | 5/2-          | 0.0744(2)                                           |  |
| 48Ti              | 22                  | 26                  | 47.9479463(9)       | ESTABLE                      | 0+            | 0.7372(3)                                           |  |
| 49Ti              | 22                  | 27                  | 48.9478700(9)       | ESTABLE                      | 7/2-          | 0.0541(2)                                           |  |
| 50Ti              | 22                  | 28                  | 49.9447912(9)       | ESTABLE                      | 0+            | 0.0518(2)                                           |  |
| 51Ti              | 22                  | 29                  | 50.946615(1)        | 5.76(1) min                  | 3/2-          |                                                     |  |
| 52Ti              | 22                  | 30                  | 51.946897(8)        | 1.7(1) min                   | 0+            |                                                     |  |
| 53Ti              | 22                  | 31                  | 52.94973(11)        | 32.7(9) s                    | (3/2)-        |                                                     |  |
| 54Ti              | 22                  | 32                  | 53.95105(13)        | 1.5(4) s                     | 0+            |                                                     |  |
| 55Ti              | 22                  | 33                  | 54.95527(16)        | 490(90) ms                   | 3/2-#         |                                                     |  |
| 56Ti              | 22                  | 34                  | 55.95820(21)        | 164(24) ms                   | 0+            |                                                     |  |
| 57Ti              | 22                  | 35                  | 56.96399(49)        | 60(16) ms                    | 5/2-#         |                                                     |  |
| 58Ti              | 22                  | 36                  | 57.96697(75)#       | 54(7) ms                     | 0+            |                                                     |  |
| 59Ti              | 22                  | 37                  | 58.97293(75)#       | 30(3) ms                     | (5/2-)#       |                                                     |  |
| 60Ti              | 22                  | 38                  | 59.97676(86)#       | 22(2) ms                     | 0+            |                                                     |  |
| 61Ti              | 22                  | 39                  | 60.98320(97)#       | 10# ms [>300 ns]             | 1/2-#         |                                                     |  |
| 62Ti              | 22                  | 40                  | 61.98749(97)#       | 10# ms                       | 0+            |                                                     |  |
| 63Ti              | 22                  | 41                  | 62.99442(107)#      | 3# ms                        | 1/2-#         |                                                     |  |